# Митьо Пищова
Вижте пояснителната страница за други личности с името Димитър Маринов.
Димитър Василев Маринов, известен повече като Митьо Пищова, е български шоумен, известен с бохемския си начин на живот.

## Биография
Митьо Пищова е разведен. Има син – Юлиан Маринов. Умира от полиорганна недостатъчност на 3 март 2025 г. в УМБАЛ „Александровска“, гр. София.

## Шоумен
Митьо Пищова е известен с публичната демонстрация на гордост от познанството с хора като Илия Павлов, Дон Цеци, Дмитрий Минев – Руснака и други. В публичните си изяви се обявява още и за приятел на бедните, инвалидите, ромите и че помага на социално слабите. Самопровъзгласява се за „любимеца на народа“.
През пролетта на 2006 г. участва в първия сезон на VIP Brother. Именно оттогава става известен в цялата страна като комичен и пародиен образ на риалити герой.

## Политически опити
Първият му опит в политиката е свързан с Християнрадикалната партия. През 2003 г. е кандидат за кмет на Велико Търново, като получава 1,7% от вота (509 гласа).
На изборите за парламент през 2005 г. е водач на листата в Кърджали на ПД Евророма, която не прескача 4-процентната бариера.
На изборите за президент през 2006 г. Пищова не успява да се регистрира като кандидат, заедно с Росен Николов, поради това, че инициативният комитет не успява да събере необходимите по закон 15 000 подписа.
През 2015 г. отново е кандидат за кмет на Велико Търново, но губи изборите, привличайки скромен електорат.
На президентските избори през 2016 г. се кандидатира за президент в тандем с Радо Шишарката (кандидат-вицепрезидент).
През 2019 г. отново е кандидат за кмет на Велико Търново, като резултатът му е рекордно слаб – 0,65% от вота (203 гласа).

## Други дейности
Участва в 2 музикални клипа на Румънеца и Енчев:
- „Моята жена 2“, 2012 г.